# Organización territorial de Kirguistán
La organización territorial de Kirguistán está conformada por 7 provincias (óblast). Osh y la capital, Biskek, son administrativamente ciudades independientes o municipalidades (shaar).
Cada provincia se divide en distritos (raión), administrados por oficiales designados por el gobierno.
Las comunidades rurales (okmotus del aiyl) consisten en hasta veinte establecimientos pequeños, los cuales tienen sus propios alcaldes y concejales, elegidos por la población.
|   |            |            |            |  |
|   | Óblast     | Capital    | Área (km²) |  |
| 1 | Talas      | Talas      | 11.400     |  |
| 2 | —          | Biskek     | 127        |  |
| 3 | Chuy       | Biskek     | 20.200     |  |
| 4 | Ysyk-Kol   | Karakol    | 43.100     |  |
| 5 | Jalal-Abad | Jalal-Abad | 33.700     |  |
| 6 | Naryn      | Naryn      | 45.200     |  |
| 7 | Batken     | Batken     | 16.995     |  |
| 9 | Osh        | Osh        | 29.200     |  |